# Labramia costata
Labramia costata là một loài thực vật có hoa trong họ Hồng xiêm. Loài này được (Hartog ex Baill.) Aubrév. mô tả khoa học đầu tiên năm 1963.